# Haloceratidae
Famille
Les Haloceratidae sont une famille de mollusques gastéropodes de l'ordre des Littorinimorpha.

## Liste des genres
Selon World Register of Marine Species (26 mars 2016) :
- genre Haloceras Dall, 1889
- genre Zygoceras Warén & Bouchet, 1991